# Obowiązek informowania o udziale źródeł energii w produkcji energii elektrycznej

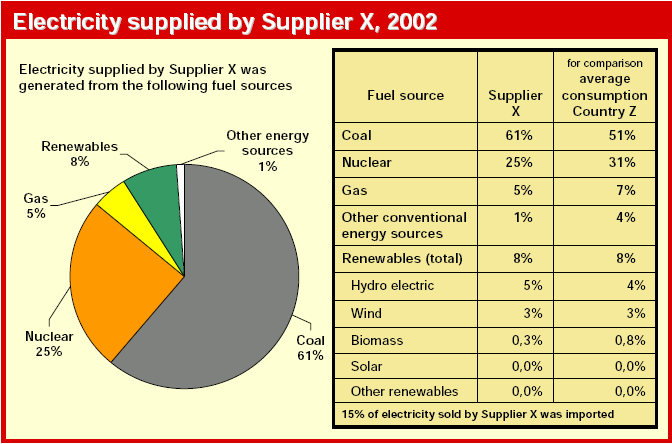
Zalecany format wyświetlania mieszanki paliwowej

Obowiązek informowania o udziale źródeł energii w produkcji energii elektrycznej – wymóg wprowadzony w państwach członkowskich Unii Europejskiej artykułem 3 dyrektywy 2003/54/WE dotyczącej wspólnych zasad rynku wewnętrznego energii elektrycznej i uchylającej dyrektywę 96/92/WE z dnia 26 czerwca 2003 r. Państwa UE są zobowiązane zapewnić, że dostawcy energii elektrycznej udostępniają odbiorcom końcowym na rachunkach lub wraz z rachunkami, a także w materiałach promocyjnych, informację na temat udziału poszczególnych źródeł energii w całkowitej mieszance paliw zużywanych przez dostawcę w poprzednim roku. Informacja powinna też obejmować odniesienie do istniejących źródeł informacji, takich jak strony internetowe, gdzie zamieszczone są publicznie dostępne informacje dotyczące wpływu na środowisko, co najmniej w formie określenia emisji dwutlenku węgla i powstawania odpadów radioaktywnych, wynikających z produkcji energii elektrycznej.